# Borgata Ceronda
Borgata Ceronda è un piccolo quartiere della città di Torino, appartenente alla Circoscrizione 4.
È delimitato:
- a nord, da Via Verolengo (confine con Madonna di Campagna)
- a sud, dal tratto della Dora Riparia tra Corso Potenza e Corso Svizzera, e da Corso Svizzera nel tratto tra il Ponte Candido Ramello e Largo Piero della Francesca (confine con San Donato)
- ad ovest, da Corso Potenza (confine con Lucento)
- ad est, da Via Borgaro (confine con Madonna di Campagna e San Donato)

L'area tra Corso Potenza, il Ponte Candido Ramello, la Dora Riparia e Via Pianezza prende il nome di Comprensorio Paracchi (dall'omonimo stabilimento produttivo di tappeti e tessuti, attivo fino agli anni '80).

## Storia
La borgata sorse dalle lottizzazioni avviate nel 1876 dai Momigliano sulle loro proprietà fondiarie per ottimizzarne i guadagni attraverso la vendita. Il principale acquirente fu Adolfo Gastaldi, che non si limitò a edificare, ma lottizzò e rivendette a propria volta. Il suo intervento fu talmente considerevole che il primo nome della zona fu Borgata Gastaldi (ribattezzata 'Ceronda' nel 1889 dal Comune).
Fra il 1881 e il 1884 venne creata Via Pianezza, comunicazione diretta fra Lucento e Torino, insieme alla tranvia a vapore per Pianezza e Druento (prolungata fino a Venaria nel 1887). L'esistenza di nuovi collegamenti, l'ubicazione appena fuori dalla cinta daziaria (coi costi di costruzione ed i prezzi terrieri più bassi rispetto all’interno), oltre che la presenza del canale Ceronda, favorirono l’apertura di nuove industrie, specialmente del settore tessile.
Lo sviluppo industriale favorì una consistente immigrazione ed un ingente operato edilizio. L'incremento demografico proseguì anche dopo la Grande Guerra e per tutti gli anni '20.
 Segno di tale rilevanza fu la decisione del Comune, nel 1931, di aprire in borgata una nuova scuola elementare al servizio di Lucento, l’attuale Margherita di Savoia, situata in via Nole.
Nel 1942-43, bombe incendiarie (e soffi di esse) raggiunsero la fabbrica Paracchi, distruggendo 7 dei 54 locali e sinistrandone altri 30.
A partire dagli anni '60 e '70, la borgata subì una grave crisi per via delle attività produttive (in particolare quelle tessili) che si trasferirono e che chiusero progressivamente.
La zona è stata duramente colpita dall'alluvione del 2000, con lo straripamento della Dora Riparia lungo Via Pianezza e l'intersezione con Corso Svizzera.

## Luoghi d'interesse
- Complesso del Santo Volto
- Parco Dora (Lotto Ingest)
- Dipartimento di Informatica dell'Università degli Studi di Torino
- Comprensorio Ospedaliero Amedeo di Savoia